# Luché-Pringé
Luché-Pringé és un municipi francès situat al departament del Sarthe i a la regió de País del Loira. L'any 2007 tenia 1.634 habitants.

## Demografia

### Població
El 2007 la població de fet de Luché-Pringé era de 1.634 persones. Hi havia 659 famílies de les quals 174 eren unipersonals (79 homes vivint sols i 95 dones vivint soles), 250 parelles sense fills, 211 parelles amb fills i 24 famílies monoparentals amb fills.
La població ha evolucionat segons el següent gràfic:
Habitants censats

### Habitatges
El 2007 hi havia 864 habitatges, 674 eren l'habitatge principal de la família, 101 eren segones residències i 89 estaven desocupats. 808 eren cases i 44 eren apartaments. Dels 674 habitatges principals, 489 estaven ocupats pels seus propietaris, 182 estaven llogats i ocupats pels llogaters i 4 estaven cedits a títol gratuït; 9 tenien una cambra, 44 en tenien dues, 146 en tenien tres, 185 en tenien quatre i 291 en tenien cinc o més. 487 habitatges disposaven pel capbaix d'una plaça de pàrquing. A 313 habitatges hi havia un automòbil i a 292 n'hi havia dos o més.

### Piràmide de població
La piràmide de població per edats i sexe el 2009 era:
| Homes | Edats   | Dones |
| ----- | ------- | ----- |
| 0     | 95 o +  | 4     |
| 4     | 90 a 94 | 12    |
| 12    | 85 a 89 | 20    |
| 16    | 80 a 84 | 32    |
| 32    | 75 a 79 | 36    |
| 52    | 70 a 74 | 32    |
| 72    | 65 a 69 | 76    |
| 28    | 60 a 64 | 40    |
| 44    | 55 a 59 | 24    |
| 24    | 50 a 54 | 52    |
| 56    | 45 a 49 | 32    |
| 44    | 40 a 44 | 36    |
| 52    | 35 a 39 | 40    |
| 40    | 30 a 34 | 68    |
| 68    | 25 a 29 | 48    |
| 36    | 20 a 24 | 44    |
| 32    | 15 a 19 | 48    |
| 36    | 10 a 14 | 44    |
| 48    | 5 a 9   | 52    |
| 24    | 0 a 4   | 52    |

## Economia
El 2007 la població en edat de treballar era de 913 persones, 644 eren actives i 269 eren inactives. De les 644 persones actives 586 estaven ocupades (331 homes i 255 dones) i 58 estaven aturades (19 homes i 39 dones). De les 269 persones inactives 100 estaven jubilades, 71 estaven estudiant i 98 estaven classificades com a «altres inactius».

### Ingressos
El 2009 a Luché-Pringé hi havia 700 unitats fiscals que integraven 1.671 persones, la mediana anual d'ingressos fiscals per persona era de 15.339 €.

### Activitats econòmiques
Dels 64 establiments que hi havia el 2007, 2 eren d'empreses extractives, 4 d'empreses alimentàries, 1 d'una empresa de fabricació de material elèctric, 1 d'una empresa de fabricació d'altres productes industrials, 7 d'empreses de construcció, 19 d'empreses de comerç i reparació d'automòbils, 4 d'empreses de transport, 6 d'empreses d'hostatgeria i restauració, 2 d'empreses d'informació i comunicació, 5 d'empreses financeres, 1 d'una empresa immobiliària, 3 d'empreses de serveis, 5 d'entitats de l'administració pública i 4 d'empreses classificades com a «altres activitats de serveis».
Dels 16 establiments de servei als particulars que hi havia el 2009, 1 era una oficina de correu, 3 oficines bancàries, 1 taller de reparació d'automòbils i de material agrícola, 3 paletes, 3 fusteries, 1 lampisteria, 2 perruqueries, 1 restaurant i 1 agència immobiliària.
Dels 8 establiments comercials que hi havia el 2009, 2 eren botiges de menys de 120 m², 2 fleques, 2 carnisseries, 1 una llibreria i 1 una floristeria.
L'any 2000 a Luché-Pringé hi havia 45 explotacions agrícoles que ocupaven un total de 3.040 hectàrees.

## Equipaments sanitaris i escolars
L'únic equipament sanitari que hi havia el 2009 era una farmàcia.
El 2009 hi havia una escola elemental.

## Poblacions més properes
El següent diagrama mostra les poblacions més properes.